# Nora bergsförsamling
Nora bergsförsamling var en församling i Västerås stift och i Nora kommun. Församlingen uppgick 2010 i Nora bergslagsförsamling. 

## Administrativ historik
Församlingen har medeltida ursprung under namnet Noraskoga församling, den har också från 1643 benämnts Nora landsförsamling. Ur församlingen utbröts 1633 Grythyttans församling och omkring 1640 Hjulsjö församling. 1643 utbröts Nora stadsförsamling som 1974 införlivades igen. 1660 utbröts Järnboås församling och 1871 Vikers församling. Församlingen uppgick 2010 i Nora bergslagsförsamling.
1 januari 1959 överfördes från Nora bergsförsamling till Järnboås församling området Skomakartorp 1:2 med 5 invånare och omfattande en areal av 0,49 km², varav allt land.

### Pastorat
- Till 1640: eget pastorat
- 1640 till 1660: moderförsamling i pastoratet Nora bergsförsamling och Hjulsjö.
- 1660 till 1824: moderförsamling i pastoratet Nora bergsförsamling, Hjulsjö och Järnboås.[3]
- 1824 till 1871: annexförsamling i pastoratet Nora stadsförsamling och Nora bergsförsamling.
- 1871 till 1974: annexförsamling i pastoratet Nora stadsförsamling, Nora bergsförsamling och Vikers församling.
- 1974 till 1983: moderförsamling i pastoratet Nora bergsförsamling och Viker.
- 1983 till 2010: moderförsamling i pastoratet Nora bergsförsamling, Järnboås och Viker.[4]

## Areal
Nora bergsförsamling omfattade den 1 januari 1952 en areal av 399,98 km², varav 357,28 km² land. Efter nymätningar och arealberäkningar färdiga den 1 januari 1960 omfattade församlingen den 1 januari 1961 en areal av 389,54 km², varav 347,52 km² land.

## Kyrkor
- Nora kyrka

## Series Pastorum[6]
- Lars Gudmundsson -1520-1545-
- Hans Ingermarsson (omtalad från 1539, troligen då hjälppräst)1545-1550
- herr Peder 1551-1558
- Edvard Gudmundsson 1562-
- Sven Bengtsson 1571-1586
- Erik Pedersson 1586
- Johannes Michaelsi Cuprimontanus 1600-1603
- Magnus Hieronymi Smolandus 1604-1633
- Ericus Olai Arbogensis 1633-1674
- Erik Barkman 1675-1693
- Christer Torner 1693-1740
- Lars Tunelius 1742-1760
- Olof Nordstrand 1760-1786
- Lorentz Westman 1786-1824
- Magnus Svederus 1826-1849
- C. G. Grahl 1850-1861
- Oskar Bohm 1861-1901
- Emil Låftman 1901-1920
- Thure Bergström 1920-1921
- Helge Arvedson 1923-